# Sherrington (Wiltshire)
Pour les articles homonymes, voir Sherrington.
Sherrington est une paroisse civile et un village du Wiltshire, en Angleterre.